# Prostitution en Ossétie du Sud
La prostitution en Ossétie du Sud est la place qu'occupe la prostitution en Ossétie du Sud, principalement dans la population féminine.

## Description
À la suite du conflit en Ossétie du Sud, beaucoup d'hommes sont partis travailler en Russie. Une partie des femmes  laissées pour compte a été contraint à se prostituer pour survivre. De nombreux adolescents se sont également tournés vers la prostitution et la prostitution des mineurs est un problème, plus particulièrement dans la capitale, Tskhinvali.